# (17657) Himawari
Pour les articles homonymes, voir Himawari.
(17657) Himawari est un astéroïde de la ceinture principale, de la famille de Hungaria.

## Description
(17657) Himawari est un astéroïde de la ceinture principale, de la famille de Hungaria. Il présente une orbite caractérisée par un demi-grand axe de 1,93 UA, une excentricité de 0,09 et une inclinaison de 23,1° par rapport à l'écliptique.

## Compléments